# Civetkatachtigen
De civetkatachtigen (Viverridae) vormen een familie zoogdieren in de orde van roofdieren. Het is een kleine familie met kleine tot middelgrote carnivoren, zoals civetkatten, en genetkatten.

## Kenmerken
Civetkatten zijn dieren met een gestreepte of gevlekte vacht, een lenig lichaam en een lange behaarde staart.

## Leefwijze
Deze familie kan worden onderverdeeld in grond- en boombewonende dieren, maar er zijn er ook met een gravende levenswijze of met een aanpassing aan een leven in het water.

## Verspreiding en leefgebied
De dieren komen voor in Afrika, Zuid-Europa en Zuid-Azië. Ecologisch gezien zou men ze de vervangers van wezels en marters in tropische gebieden kunnen noemen. Eén soort komt ook in Europa voor, de genetkat.

## Gebruik in de parfumindustrie
Civetkatten hebben tevens geurklieren, maar bij deze dieren bevinden ze zich in de lies. Van diverse soorten wordt de stof uit die klieren (civet) gebruikt in parfums en de farmaceutische industrie. Dit komt doordat de geur niet onaangenaam is en niet wordt gebruikt om andere dieren af te schrikken.

## Taxonomie
De familie omvat de volgende geslachten en levende soorten:
- Onderfamilie Viverrinae
  - Civettictis
    - Afrikaanse civetkat (Civettictis civetta)

  - Civetkatten (Viverra)
    - Ondergeslacht Moschothera
      - Malabarcivetkat (Viverra civettina)
      - Grootvlekkige civetkat (Viverra megaspila)

    - Ondergeslacht Viverra
      - Maleise civetkat (Viverra tangalunga)
      - Indische civetkat (Viverra zibetha)

  - Viverricula
    - Rassé (Viverricula indica)
- Onderfamilie Genettinae
  - Genetkatten (Genetta)
    - Ethiopische genet (Genetta abyssinica)
    - Miombogenet (Genetta angolensis)
    - Bourlons genet (Genetta bourloni)
    - Kuifgenet (Genetta cristata)
    - Genetta felina
    - Roestgenet (Genetta fieldiana)
    - Genetkat (Genetta genetta)
    - Johnstons genet (Genetta johnstoni)
    - Pardelgenet (Genetta pardina)
    - Watercivetkat (Genetta piscivora)
    - Koningsgenet (Genetta poensis)
    - Servalgenet (Genetta servalina)
    - Hausagenet (Genetta thierryi)
    - Tijgergenet (Genetta tigrina)
    - Reuzengenet (Genetta victoriae)

  - Poiana
    - Leightons linsang (Poiana leightoni)
    - Afrikaanse linsang (Poiana richardsonii)

  - Semigenetta†
- Onderfamilie Hemigalinae
  - Chrotogale
    - Owstonpalmroller (Chrotogale owstoni)

  - Cynogale
    - Ottercivetkat (Cynogale bennetti)

  - Diplogale
    - Borneobandcivetkat (Diplogale hosei)

  - Hemigalus
    - Gewone bandcivetkat (Hemigalus derbyanus)

  - Macrogalidia
    - Celebespalmroller (Macrogalidia musschenbroekii)
- Onderfamilie Paradoxurinae (Palmrollers)
  - Arctictis
    - Bintoerong (Arctictis binturong)

  - Arctogalidia
    - Driestrepige palmroller (Arctogalidia trivirgata)

  - Paguma
    - Gemaskerde larvenroller (Paguma larvata)

  - Paradoxurus
    - Loewak (Paradoxurus hermaphroditus)
    - Zuid-Indiase palmroller (Paradoxurus jerdoni)
    - Paradoxurus musanga
    - Paradoxurus philippinensis
    - Sri Lanka-palmroller (Paradoxurus zeylonensis)

  - Kanuites†
  - Kichechia†
  - Siamictis†
  - Tugenictis†

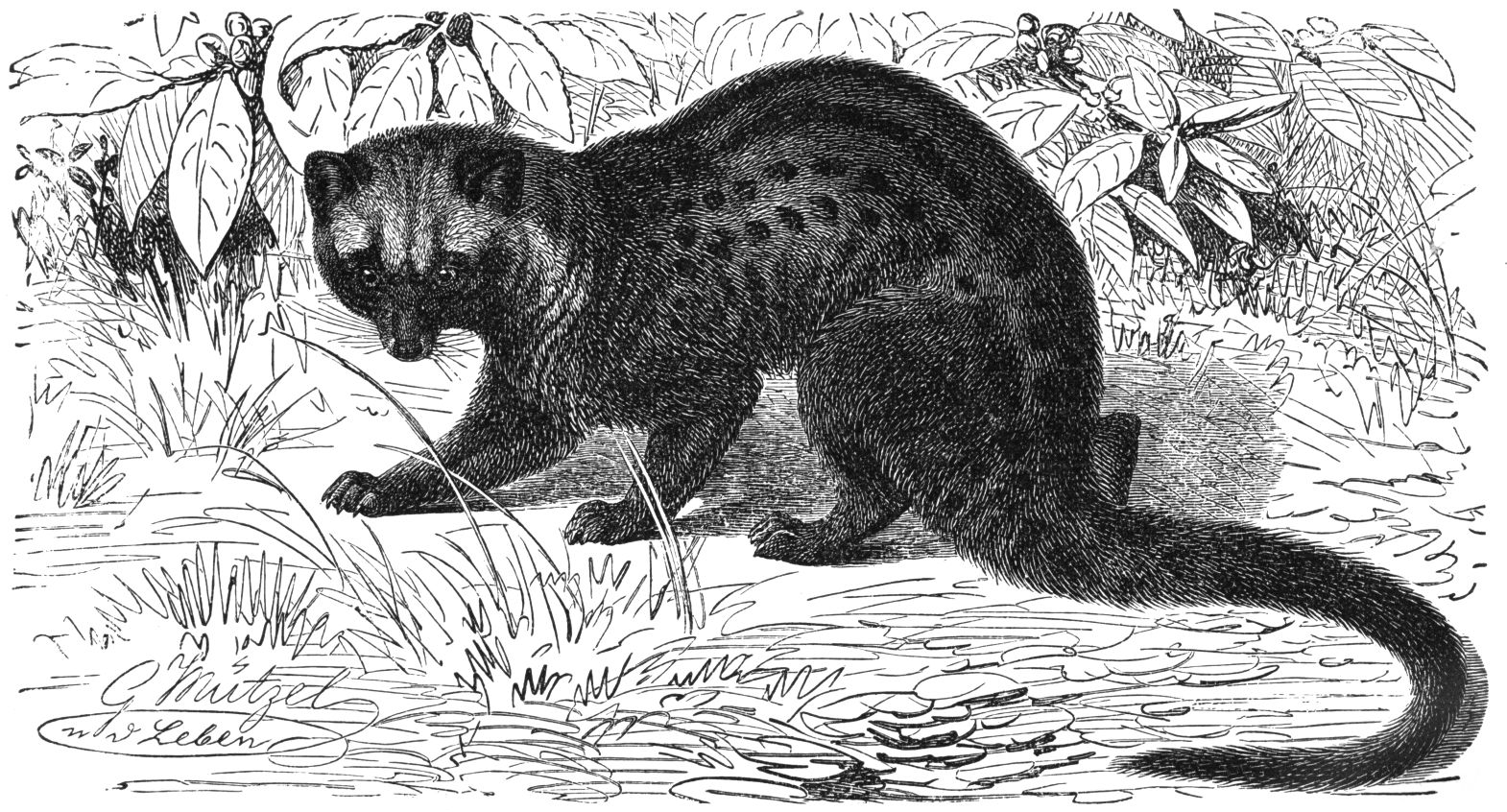
Loewak (Paradoxurus hermaphroditus)